# Chiesa dei Santi Maria Goretti e Gregorio Barbarigo
La chiesa dei Santi Maria Goretti e Gregorio Barbarigo è un luogo di culto cattolico di Carpenedo, frazione di Venezia, appartenente al patriarcato di Venezia. Fa parte del vicariato di Mestre. Comunemente viene nominata solo: "chiesa di Santa Maria Goretti". È una chiesa parrocchiale. 
La comunità parrocchiale di Santa Maria Goretti custodisce una reliquia della giovane santa alla quale è intitolata la chiesa.

## Storia[1][2]

### Le origini
Le origini dell'attuale chiesa dei Santi Maria Goretti e Gregorio Barbarigo risalgano al 1955. In tale data venne costruita chiesetta in legno intitolata a Maria Goretti nello stesso luogo dove oggi sorge l'attuale edificio di culto. La "chiesetta in legno" veniva chiamata dai locali "la Baracchetta". 
Nel 1960 "la Baracchetta" viene eretta la prima vera "sala-chiesa" che viene consacrata dal card. Urbani il 10 Maggio dello stesso anno.

### Istituzione della parrocchia e cambio di titolo
Il 6 luglio 1960, in occasione della festa di Santa Maria Goretti viene ufficialmente aperta la parrocchia di Santa Maria Goretti che viene riconosciuta a livello civile solo il 31 Marzo dell'anno seguente.
Nel 1965 l'intero bene cambia titolo diventando la parrocchia di "San Gregorio Barbarigo e Santa Maria Goretti". Nonostante la Parrocchia continuerà (e continua tutt'ora) spesso ad essere nominata solo come parrocchia di "Santa Maria Goretti". 

### Costruzione dell'attuale chiesa
Il 18 Giugno 1965, in occasione della festa di San Gregorio Barbarigo, avviene la posa della prima pietra della nuova chiesa, progettata dall'architetto Angelo Scattolin. L'edificio viene terminato l'anno seguente e consacrato dal Patriarca Urbani il 12 marzo 1966.

## Descrizione
La struttura a pianta centrale della chiesa dovuta al progetto di Scattolin è, nell’entroterra veneziano, un primo esempio di una più originale interpretazione del tema, che poneva fine alla stagione del secondo dopoguerra quando dopo le proposte neo-romaniche aveva preso piede una “modernità” dominata da ingegneri e strutturisti ed espressa in disadorni capannoni.
La bassa estensione esterna è dominata da un tiburio vetrato e verticalizzato da un'alta guglia. 
Nel luminoso, ma semplice, interno spicca la grande Cena in Emmaus (30 mq) dipinta nel 1978 da Ernani Costantini sulla parete dietro all’altare maggiore.
A sinistra dell'altare maggiore troviamo invece l'ingresso della cappellina per l'adorazione eucaristica perpetua e un secondo altare che accoglie il tabernacolo. A destra dell'altare maggiore invece si trova l'organo e un secondo altare dedicato a Santa Maria Goretti

## L'adorazione eucaristica perpetua
La chiesa di Santa Maria Goretti dispone dell'adorazione eucaristica perpetua che si svolge in un'apposita cappellina, il quale ingresso è situato a sinistra dell'altare maggiore. A partire dal 2 Novembre 2002 giorno e notte la chiesa rimane aperta agli adoratori.
La chiesa di Santa Maria Goretti è l'unica chiesa del Vicariato di Mestre-Carpenedo-Castellana che dispone dell'adorazione eucaristica perpetua.

## L'organo a canne "Barthélemy Formentelli"[7][8]

### L'organo
L'organo a canne "Barthélemy Formentelli" sorge a destra dell'altare maggiore della Chiesa di Santa Maria Goretti ed è stato costruito su desiderio del parroco don Narciso Danieli. È stato montato nel luogo dove si trova tuttora nel marzo del 2010 ed è stato realizzato su misura dall'organaro francese Barthelemy Formentelli e dai suoi collaboratori della bottega di Pedemonte di San Pietro di Cariano nelle colline della Valpolicella. 
L'organo è a trasmissione interamente meccanica e di costruzione interamente artigianale. Si tratta di un organo classico all'italiana, costruito ex novo con il recupero di materiale storico di cui un nuclei di canne di Gaetano Callido, di canne del primo Novecento e di canne dell'Ottocento italiane e francesi. Tutto il materiale fu rielaborato per dare allo strumento un'intonazione che si rifà alle migliori prassi organarie sei/settecentesche. I lavori sulle canne sono durati dal 2008 fino 2011.
Lo strumento è costituito di un corpo principale centrale, azionato da due tastiere estese fino al 5° Fa per il Grand'organo. Sul retro della cassa è stato messo il corpo del Pedale avente estensione di trenta tasti. La mostra di 8 piedi, è composta dal Principale 8' del Grand'organo. Pomelli in legno, torniti ed estraibili, disposti alle estremità delle tastiere su due file parallele permettono l'apertura e la chiusura dei registri. La cassa d'organo è costruita in legno massiccio di ciliegio selvatico mentre la carpenteria in abete.
L'organo della chiesa di Santa Maria Goretti rappresenta al giorno d'oggi l'ultimo organo costruito dall'organaro Barthélemy Formentelli.

### Registri

#### Registri per il Grand'Organo
Il "Grand'Organo" dispone dei seguenti registri: Principale di 16 p. Bassi Principale di 16 p. Soprani Principale di 8 p. Bassi, Principale di 8 p. Soprani, Ottava, Flauto in Ottava, Duodecima, Cornetto tre file Soprani (dal 3° Do#), Quintadecima, Voce Umana Soprani, Decimanona, Trombe 8 P. Bassi, Vigesimaseconda, Trombe 8 P. Soprani, Ripieno Acuto (3 file), Tromboncini Bassi e Tromboncini Soprani 

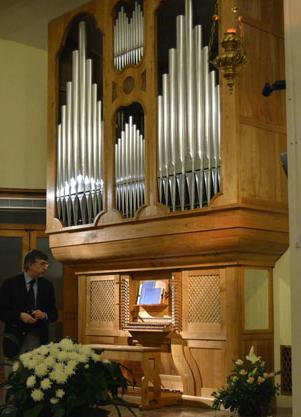
Organo "Formentelli" - Chiesa di Santa Maira Goretti e di San Gregorio Barbarigo

#### Registri per il Positivo
Il "Positivo" dispone dei seguenti registri: Principale Tappato 8 p. Bassi, Principale a Canella 8 p. Soprani, Ottava, Nazardo, Quintadecima, Cornetta, Decimanona, Cromorno Soprani, Vigesimaseconda, Tremolo (per tutto l'organo) e Cromorno Bassi 

#### Registri per il Pedale
Il "Pedale" dispone dei seguenti registri: Contrabassi di 16 p., Trombone di 16 p., Ottave di Contrabassi 8 p., Tromba di 8 P., Quintadecima di Contrabassi 4 p. e Clairon 

#### Altri accessori
L'organo dispone anche dei seguenti accessori: Unione delle due tastiere a cassetto, Unione del Grand'organo al Pedale con pedaletto e Unione del Positivo al Pedale con pedaletto. 

### Inaugurazione e Benedizione
L'inaugurazione e benedizione dell'Organo Formentelli è avvenuta il 6 Novembre 2011 durante una messa solenne celebrata da Mons. Angelo Centenaro nella quale ha suonato l'organo il maestro Paolo Rossi.